# Claude Kelly
Claude Kelly es un cantante estadounidense de música pop. Empezó a tocar el piano a la edad de 2 años. Después de la secundaria, Kelly asistió a la prestigiosa Berklee College of Music, y después de graduarse en 2002 regresó a Manhattan. Ha trabajado con Whitney Houston y Christina Aguilera.  

## Carrera
Kelly ha escrito canciones para Kelly Clarkson ("My Life Would Suck Without You"), Britney Spears ("Circus") y Michele Chrisette.
Kelly también ha escrito canciones para Leona Lewis ("Forgive Me"), Whitney Houston y Michael Jackson ("Hold My Hand").
Kelly ha sido aprovechado para escribir canciones de R. Kelly, Backstreet Boys, Christina Aguilera, Carrie Underwood, Adam Lambert, Miley Cyrus
y Carly Rae Jepsen.

## Discografía

### 2006
- "Daddy's Little Girl" - Frankie J

### 2008
- "Hold My Hand" - Akon (feat. Michael Jackson)
- "Forgive Me" - Leona Lewis
- Britney Spears — Circus — «Circus»
- "If She Knew" - Lemar
- "Camouflage" - Brandy
- "True" - Brandy

### 2009
- "My Life Would Suck Without You" - Kelly Clarkson
- "Nauseous" - Ashley Tisdale (Unreleased)
- "Tonight" - Jay Sean
- "Party in the U.S.A." - Miley Cyrus
- "Moments That Matter" - Corbin Bleu
- "The Cure" - Jordin Sparks
- "For Your Entertainment" - Adam Lambert
- "Priceless" - Melanie Fiona
- "In My Head" - Jason Derulo
- "We Don't Care" - Akon
- "The Time of Our Lives" - Miley Cyrus
- "If I Knew Then" - Backstreet Boys
- "Bye, Bye Love" - Backstreet Boys
- "Like I Never Left" - Whitney Houston
- "For The Lovers" - Whitney Houston
- "Notebook" - Chrisette Michele
- "Blame It on Me"- Chrisette Michele
- "Playin' Our Song" - Chrisette Michele
- "Fragile" (featuring Wale) - Chrisette Michele
- "Mr. Right" - Chrisette Michele

### 2010
- "WooHoo" - Christina Aguilera featuring Nicki Minaj
- "Desnudate" - Christina Aguilera
- "Glam" - Christina Aguilera
- "Prima Donna" - Christina Aguilera
- "Express" - Christina Aguilera
- "Little Miss Perfect" - Sugababes
- "Kissin' U" - Miranda Cosgrove
- "In This Song" - Charice
- "Falling Stars" - David Archuleta
- "Complain" - David Archuleta
- "What A Night" - Lil Jon
- "Bittersweet"- Fantasia
- "Permanent December" - Miley Cyrus
- "Take It Off" - Kesha
- "Electro Love" - Cassie
- "Stuttering" - Fefe Dobson
- "Music Sounds Better With You" - Alexandra Burke
- "Please Don't Let Me Go" - Olly Murs
- "Falling Up" - The Cab

### 2011
- Britney Spears — Femme Fatale — «Gasoline»

### 2013
- Jessie J - Alive - It's My Party

### 2016
+Carly Rae Jepsen-   - Higher